# أيج أوف ميثولوجي
عصر الميثولوجيا، (بالإنجليزية: Age of Mythology) لعبة استراتيجية الوقت الحقيقي مبنية على الميثولوجيا ومطورة من طرف إنسمبل ستوديوز وموزعة من طرف مايكروسوفت كايم ستوديوز. تم إطلاقها 1 نوفمبر 2002 في أمريكا الشمالية وفي أوروبا بعد أسبوع.
عصر الميثولوجيا تركز أقل على الأحداث التاريخية بخلاف ألعاب سلسلة عصر الإمبراطوريات وتعوض ذلك بالتركيز على الميثولوجيا والأساطير الخاصة باليونان، المصريون، الإسكندنافية. حملتها تتحدث عن أميرال من أتلانتس، أركانتوس، الذي توجب عليه السفر في جزر الحضارات الثلاثة للعبة لاصطياد صقلوب قام بقلب بوسيدون ضد أتلانتس.
أربعة أشهر بعد إطلاقها، أصبحت عصر الميثولوجيا بلاتينيوم، ببيعها أكثر من مليون وحدة.

## أجزاء اللعبة
تقوم الشركة بإنتاج دوري لأجراء جديدة من لعبتها والتي تقدم فيها تحسينا للتقنيات التي تعمل بها اللعبة.
| اللعبة                                                                     | جيم رانكينجز | ميتاكريتيك | مايستار |
| 2003 : عصر الميثولوجيا Age Of Mythology                                    | 89%          | 89%        | 89%     |
| 2003 : عصر الميثولوجيا : الهدية الذهبية Age Of Mythology : The Golden Gift | 84%          | 84%        | 84%     |
| 2014 : عصر الميثولوجيا: طبعة بصيغة Age of Mythology: Extended Edition      | 68,5%        | 69%        | 68.75%  |
| لأجراء جديدة وتصنيفها في كل من جيم رانكينجز وميتاكريتيك ومايستار           |              |            |         |